# Notre-Dame-des-Champs (Ottawa)
Pour les articles homonymes, voir Notre-Dame-des-Champs.
Notre-Dame-des-Champs est une ancienne municipalité de l'Ontario. Elle fait partie du district de Cumberland qui fut incorporé à l'agglomération d'Ottawa en 2001.
La cité de Notre-Dame-des-Champs demeure un foyer franco-ontarien. La paroisse fut créée en 1937. Notre-Dame-des-Champs comptait 481 habitants au recensement de la population de 2010.